# Jan Willem Theodore Bosch

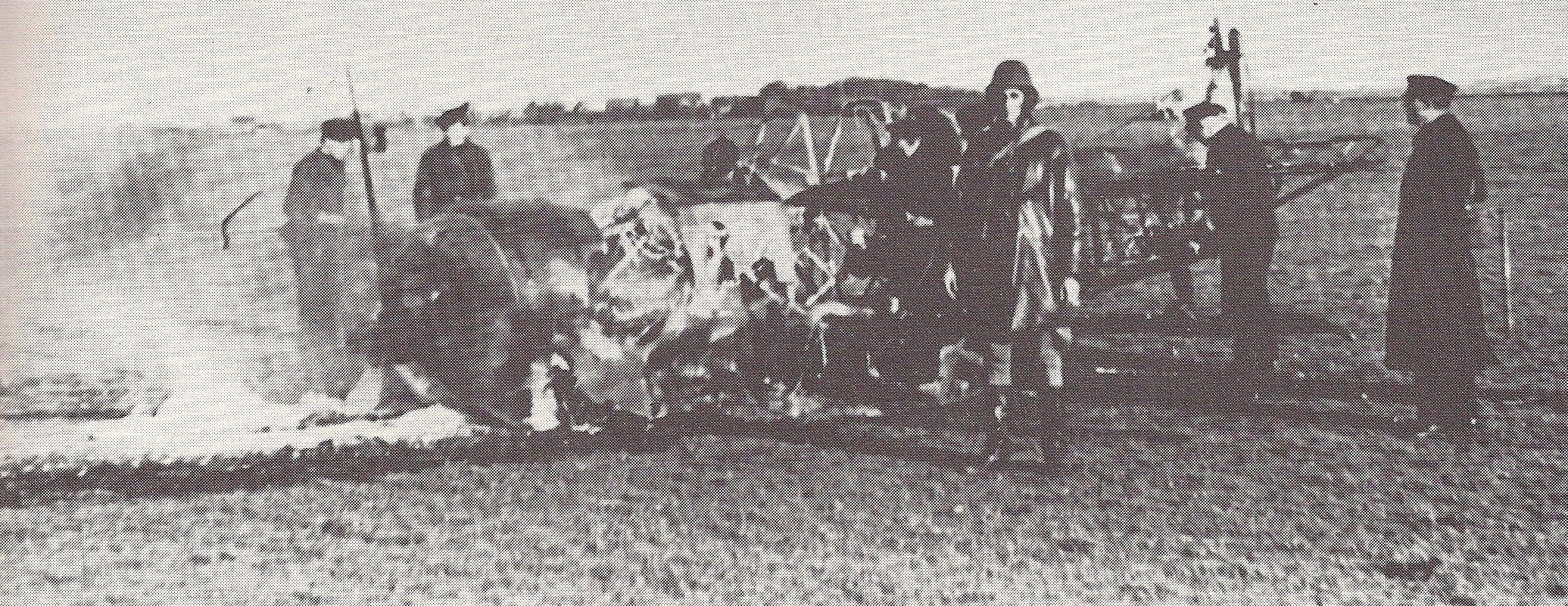
10 Mei 1940 Jan Bosch tijdens luchtgevecht boven de Kooy, levend uit zijn door Messerschmitts neergeschoten Fokker XXI

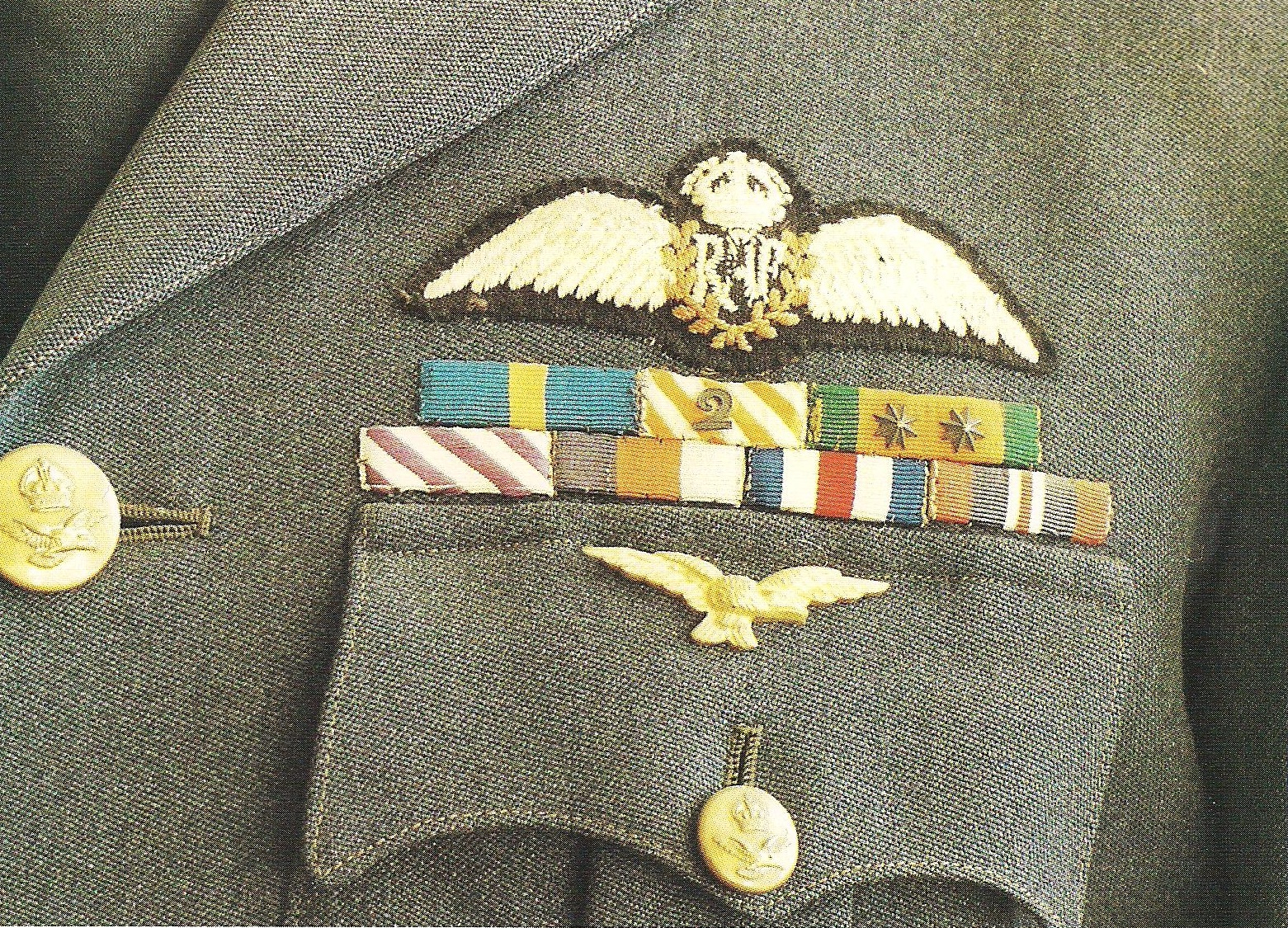
Uniform van mr. J.W.Th. Bosch, met de vliegerwing van de Royal Air Force en de batons van zijn onderscheidingen. Tevens de wing voor bemanningsleden van de special Pathfinder squadrons

Mr Jan Willem Theodore Bosch (Pampanoea, 29 juni 1915 - Den Haag, 2003) was een Nederlandse jachtvlieger en Engelandvaarder die, tijdens de Tweede Wereldoorlog in De Havilland Mosquito's vanuit Engeland, over bezet Nederland vloog en 61 missies boven vijandelijk Duitsland uitvoerde en al die vluchten heeft overleefd.
Op 10 mei 1940, toen Jan Bosch aan het landen was om te tanken op vliegveld De Kooy tijdens het luchtgevecht tegen de Duitse Luftwaffe, werd zijn Fokker D.XXI in brand geschoten door Messerschmitt Bf 109's die op zijn laag vliegende machine neerdoken. Hij wist zich uit de brandende, nog op de landingsbaan rijdende, machine te bevrijden door zich uit het toestel te laten vallen en zo uit de vuurzee te kunnen ontsnappen. Hij bleef ongedeerd.
Hij ontving onder andere het Kruis van Verdienste en was een van de drie vliegers die tweemaal het Vliegerkruis kregen voor zijn dapperheid tijdens de Duitse bezetting in 1940-1945.
Ook werd hij gedecoreerd met een van de hoge militaire onderscheidingen van het Verenigd Koninkrijk, het Distinguished Flying Cross.

## Engelandvaarder
Jan Bosch slaagde erin om, samen met Nederlandse luchtmachtpiloten Bodo Sandberg, Fernand Janssens en Ad Kanters, uit bezet Nederland uit te wijken naar Zwitserland. Daar kwamen ze in een interneringswerkkamp terecht van waaruit Bosch en Sandberg samen verder gingen en er uiteindelijk in geslaagd zijn om door bezet Frankrijk, over de Pyreneeën, via Spanje en Portugal, Engeland te bereiken, om vandaar uit de strijd tegen de nazi's voort te zetten. Toen ze uiteindelijk in Engeland aankwamen was Jan Bosch al 27 en daardoor eigenlijk te oud om voor de Royal Air Force te vliegen. Maar hij insisteerde en kreeg toch een vliegopleiding in Engeland. Tijdens de oorlog was Bosch gedetacheerd bij de RAF, 139 Squadron Bomber Command (Pathfinder Force).
Hij vloog hij zijn eerste oorlogsvluchten tijdens D-Day. Op 14 augustus 1944 vloog hij voor de eerste keer in zijn Mosquito naar Berlijn, niet als gevechtspiloot, maar - nóg gevaarlijker - als pathfinder. Bosch markeerde de doelen voor de bommenwerpers die hem volgden. In soortgelijke missies vloog hij naar Osnabrück, Hannover, Keulen, Mannheim, Stuttgart en Kiel. Bosch vloog - en overleefde! - 61 bombardementsvluchten boven vijandelijk gebied.
Hij ontving zijn Distinguished Flying Cross (DFC), een hoge Engelse onderscheiding voor daden die getuigen van moed en doorzettingsvermogen tijdens gevechtsvluchten, en zijn eerste Vliegerkruis voor zijn "Oorlogsvluchten in West-Europa". Zijn tweede Vliegerkruis ontving hij in 1948 voor luchtgevechten boven Nederland tijdens de meidagen van 1940 bij De Kooy, Waalhaven en de Slag om de Grebbeberg.

## Na de oorlog
Na de oorlog werd Bosch piloot bij de KLM, eerst op DC-7's en later op 747's.
Een van Bosch' beste vrienden tijdens de oorlog en daarna was de Nederlandse mede-luchtmachtpiloot en Engelandvaarder jhr. Bodo Sandberg. Ze bleven vrienden voor het leven totdat, bijna een halve eeuw later, zo'n twee jaar na elkaar, beiden overleden.

## Militaire loopbaan
- Reserve Tweede luitenant-Vlieger: 30 oktober 1937[1]
- Reserve Eerste luitenant-Vlieger: 30 oktober 1941[1]
- Reserve Kapitein-Vlieger: 15 mei 1948[1]

## Onderscheidingen
- Kruis van Verdienste op 26 juli 1943[2]
- Vliegerkruis op 22 september 1945[3] met cijfer 2 op 4 november 1948[4]
- Oorlogsherinneringskruis 1941 met 2 gespen[1]
- Onderscheidingsteken voor Langdurige Dienst als officier[5]
- Distinguished Flying Cross (Verenigd Koninkrijk) op 11 juni 1944[1]
- 1939-1945 Ster (Verenigd Koninkrijk)[1]
- Frankrijk en Duitsland Ster (Verenigd Koninkrijk)[1]
- War Medal 1939-1945 (Verenigd Koninkrijk)[1]
- Piloten Wings
- Pathfinders badge

## Boeken
- "10 Mei 1940 Luchtoorlog boven Nederland", Johan P. Nater, Uitgeverij A.Donker, ISBN 9061001986